# Mallodeta deyrollei
Mallodeta deyrollei là một loài bướm đêm thuộc phân họ Arctiinae, họ Erebidae.